# Hammer József
Hammer József (Budapest, 1927. – 2020. február 11. előtt) magyar külkereskedő, miniszterhelyettes.

## Élete
1945 januárjában, alig 18 évesen elhurcolták Rákoskeresztúrról a Szovjetunióba, ahol egy szénbányában dolgoztatták 32 hónapig. Több mint két és fél évnyi kényszermunka után, 1947-ben tért vissza családjához.
A középiskola elvégzése után az Agrimpexnél, az olajosztályon gyakornok (1948-1950), később előadó, 1957-1960 között főosztályvezető, aztán 1962-1968 között igazgató volt, végül Delhibe, az Indiai Kereskedelmi Kirendeltségre került, mint kereskedelmi tanácsos. Közben, 1953-ban a Gazdasági és Műszaki Akadémián külkereskedői végzettséget, továbbá felsőfokú német és angol nyelvtudást szerzett. Megszakításokkal dolgozott a Külkereskedelmi Minisztériumban is, előbb főelőadó, majd főosztályvezető-helyettes, megbízott főosztályvezető (1960-1962), majd kereskedelmi tanácsos (1968-1971) beosztásban. 
Több alkalommal külszolgálaton is volt, a delhi kiküldetését megelőzően Hágában és Prágában is. 1971-től a Hungarofruct vezérigazgatójaként dolgozott. 1975. októberben az MSZMP KB Ipari, Mezőgazdasági és Közlekedési Osztálya a mezőgazdasági és élelmezésügyi miniszter helyettesévé javasolta kinevezni. 1975. november 1-jétől 1978. november 14-ig töltötte be ezt a posztot, e minőségében felügyelete alá tartozott a Termékforgalmazási Főosztály, a Tájékoztatási Főosztály, a Nemzetközi Kapcsolatok Főosztálya, valamint a ENSZ Mezőgazdasági Szervezetek Titkársága.
1952-ben lett a Magyar Dolgozók Pártja tagja, később belépett az MSZMP-be, egy időben a VI. kerületi pártbizottság tagjává is megválasztották.
Idősebb korában a rákoskeresztúri német nemzetiség meghatározó személyiségének számított.
Temetése 2020. február 11-én zajlott az Új köztemetőben.

### Kutatható iratanyaga
Miniszterhelyettesi működési időszakából 0,96 iratfolyóméternyi (8 doboznyi), maradandó értékűnek minősített iratanyaga került az Országos Levéltár, mai nevén Magyar Nemzeti Levéltár Országos Levéltára őrizetébe, ahol az a XIX-K-9-ba törzsszámon kutatható.